# LG 의인상
LG 의인상은 LG복지재단이 '의롭고 아름다운 사회를 만들기 위한 작은 보탬, LG 의인상'을 캐치프레이즈로, 군인, 소방관 등 국가를 위해 헌신하는 공직자와 타인을 위해 살신성인한 일반인들을 찾아내 포상하고 사회의 귀감으로 삼아 널리 알리는 사업이다.

## 취지
LG 의인상은 군인, 소방관 등 국가를 위해 헌신하는 공직자는 물론 타인을 위해 살신성인한 일반인까지 의로운 시민들을 찾아내 포상하고 사회의 귀감으로 삼아 널리 알리는 사업입니다. 국가와 사회가 편안하기 위해서는 정의가 살아 있어야 하며, 우리 사회가 인간다운 온기로 지켜지는 것은 공동체와 정의를 위해 자신을 희생하는 이들이 있기 때문 입니다. 이들의 고귀한 행동과 생애를 기억하고 본받는 것은 우리 사회에서 함께 살고 있는 구성원으로서 마땅히 해야 할 일입니다. LG복지재단은 몸을 아끼지 않고 사회정의를 실천하는 이들의 고귀한 희생이 더욱 오래 기억될 수 있도록, 또한 LG복지재단의 노력이 의롭고 아름다운 사회를 만드는데 조그만 보탬이 될 수 있도록 지속적으로 LG 의인상 사업을 시행할 것입니다.

## 시행
- 사업기간 : 연간 수시
- 포상방식 : 이슈 발생 시 심사 및 포상 (방문전달)
- 포상대상 : 의로운 행동으로 사회적 큰 반향과 공감을 일으킨 사람 / 남다른 선행을 통해 사회의 귀감이 되고 사회정의를 실현하는데 이바지한 자
- 선정절차

1. 언론 모니터링을 통한 이슈발굴 혹은 외부추천
2. 검토 및 심의위원회 상정
3. 심의위원의 개별 평가 (평가항목 : 선행의 내용, 사회파장, 경제적 상황 등)
4. 각 위원의 심의 결과 취합 후 포상 가부 결정

- 상금 : 상금 지급기준에 따라 상금 결정 (최소 1천만원에서 최대 5억원)

## 주요 수상자들
| 의인                                                                    | 의로운 행적 | 날짜          |
| ----------------------------------------------------------------------- | --- | ------------- |
| 故 정연승 특전사 상사                                                   | 교통사고를 당한 여성을 구하려다 신호 위반 차량에 치여 순직                                                               | 2015.9.       |
| 故 이병곤 소방관                                                        | 서해대교 주탑에 발생한 화재를 진압하는 과정에서 교량 케이블이 끊어지면서 순직                                            | 주대 2015.12. |
| 최형수 해병대 병장                                                      | 지하철 선로에 추락한 시각장애인을 구함                                                                                   | 2016.1.       |
| 송현명 법원공무원 이동철 법원공무원 오주희 법원공무원 변재성 법원공무원 | 서초동 교대역 한복판에서 시민들에게 흉기를 휘두르던 무차별 흉기난동범을 제압하여 경찰에 인계하였고 그 과정에 부상을 당함 | 2016.6.       |
| 반휘민 중위                                                             | 호흡곤란으로 쓰러진 남성 응급조치                                                                                        | 2016.12       |
| 원만규 씨                                                               | 주택가 화재현장에서 본인의 크레인으로 화마 속 베란다에 갇힌 일가족 5명을 구함                                            | 2016.11       |
| 이원희 씨 류재한 씨                                                     | 음주운전으로 인명사고를 낸 후 도주하던 뺑소니범 검거를 도움                                                              | 2017.1.       |
| 안주용 씨                                                               | 화재 현장에서 굴착기로 아이들 구함                                                                                       | 2016.12.      |
| 김국관 선장                                                             | 해상에서 조업중 자신의 그물을 끊고 긴급히 선박화재 현장으로 이동해 선원 7명을 모두 구조                                  | 2017.2.       |
| 임정수 씨                                                               | 버스 방화 현장에서 승객들을 안전하게 대피시키고 도주하던 방화범을 검거                                                   | 2017.2.       |
| 최길수 소방관 김성수 소방관                                             | 화재 현장에서 온몸으로 불길을 막아 일가족을 구조                                                                         | 2017.3.       |
| 이정수 UDT 대원 임도혁 UDT 대원 신상룡 UDT 대원                         | 민박집 화재 현장에 뛰어들어 투숙객 7명을 구조                                                                            | 2017.3.       |
| 장순복 씨                                                               | 화재 현장에서 불길 속으로 뛰어들어 위험에 처한 이웃을 구함                                                               | 2017.3.       |
| 곽경배 씨                                                               | 지나가는 여성을 폭행하던 남성을 제압하다 부상을 당함                                                                     | 2017.4.       |
| 박병진 씨                                                               | 너울성 파도를 뚫고 바다에 빠진 시민을 구함                                                                               | 2017.6.       |
| 김부용 씨 김용수 씨                                                     | 흉기를 휘두르는 남성을 제압하고 피해 여성을 구함                                                                         | 2017.6        |
| 임종현 씨                                                               | 너울성 파도에 휩쓸린 피서객을 구조                                                                                       | 2017.8.       |
| 김기용 씨 함인옥 씨                                                     | 화재현장에서 일가족 5명을 구한 부부                                                                                      | 2017.8.       |
| 최현호 씨                                                               | 기습폭우로 침수된 차량에 갇힌 일가족 4명 구조                                                                            | 2017.7.       |
| 故 이영욱 소방경 故 이호현 소방교                                       | 화재 진압 중 순직 | 2017.9.       |
| 정인근 소방관                                                           | 화재 현장에서 화마를 피해 3층에서 떨어뜨려진 어린 남매를 맨손으로 받아 구조                                              | 2017.11.      |
| 한의섭 소방관                                                           | 화재 현장에 고립된 노동자를 구하기 위해 자신의 산소마스크까지 내어줌                                                     | 2017.12.      |
| 이중근 씨                                                               | 교통사고로 불길에 휩싸인 폭발 직전의 차에 뛰어들어 운전자를 구조                                                         | 2018.1.       |
| 유명진 씨                                                               | 화재가 발생한 주택에 맨몸으로 뛰어들어 노인을 구조                                                                       | 2018.3.       |
| 황창연 씨                                                               | 브레이크가 풀린 채 비탈길을 돌진하듯 내려가던 차를 온몸으로 멈춰 세움                                                    | 2018.5.       |
| 故 김선웅 군                                                            | 손수레를 끌던 할머니를 돕다가 교통사고를 당해 뇌사 상태에 빠진 뒤 7명에게 장기기증을 하고 세상을 떠남                    | 2018.10.      |
| 김인수 소방위 등 소방대원 6명                                           | 화재로 인한 격렬한 열기 속에서 3살 아이를 구출                                                                           | 2018.10.      |
| 황현희 씨 민세은 씨                                                     | 뇌출혈로 쓰러진 남성을 구조                                                                                              | 2018.10.      |
| 유동운 씨                                                               | 불길에 휩싸인 차에 뛰어들어 운전자를 구조                                                                                | 2018.11.      |
| 구교돈 씨                                                               | 불난 건물에 뛰어들어 신정동 화재서 약 300명을 대피시키고 소화기로 화재 진압                                              | 2019.7.       |
| 한상훈 씨                                                               | 아파트 화재 현장에서 본인의 사다리차를 이용해 거주자들을 구조                                                            | 2020.12       |